# Tarache bilimeki
Tarache bilimeki is een vlinder uit de familie van de uilen (Noctuidae). De wetenschappelijke naam van deze soort is voor het eerst voorgesteld als Acontia bilimeki door Cajetan Freiherr von Felder, Rudolf Felder en Alois Friedrich Rogenhofer in een publicatie uit 1874.
De soort komt voor in het zuidwesten van de Verenigde Staten.